# Діти плюс
Діти плюс — благодійний проєкт започаткований у лютому 2008 року. Мета проєкту забезпечення тривалої підтримки ВІЛ-позитивних дітей-сиріт та дітей, вражених епідемією ВІЛ/СНІДу. Проєкт буде реалізовуватись в 10 регіонах України, а саме в містах Донецьк, Макіївка, Миколаїв, Одеса, Полтава, Севастополь, Суми, Сімферополь, Харків, Черкаси, Чернігів до 2013 року.
Організаторами проєкту є благодійна організація «Всеукраїнська Мережа ЛЖВ» (ЛЖВ — люди, що живуть з ВІЛ), Фонд Олени Пінчук «АнтиСНІД»,  Фонд Елтона Джона «СНІД» («Elton John AIDS Foundation») та Румунська благодійна організація «Romanian Angel Appeal». Донорами проєкту є Фонд «АнтиСНІД», який виділив для цього проєкту грант у 2,3 млн доларів, «Elton John AIDS Foundation» Елтона Джона — 500 тис. фунтів та залучений Елтоном Джоном британський фонд «Big Lottery», який розподіляє половину благодійних коштів Національної Лотереї Великої Британії.

## Напрями роботи
Основними напрямами роботи проєкту «Діти+» є 
1. Попередження сирітства серед дітей, яких торкнулася епідемія ВІЛ/СНІДу, шляхом забезпечення комплексної підтримки їм та їхнім сім'ям.
2. Сприяння влаштуванню ВІЛ-позитивних дітей, які перебувають в інтернатних закладах, шляхом підготовки та пошуку потенційних усиновителів, прийомних батьків та опікунів у сімейні форми виховання.
3. Проведення тренінгів із підвищення обізнаності працівників шкіл, інтернатів та дитячих садків у питаннях СНІДу з метою формування толерантного ставлення до ВІЛ-позитивних дітей. Зниження дискримінації щодо ВІЛ-позитивних дітей у школах та дошкільних закладах.
4. Надання психосоціальної підтримки дітям віком від 6 до 16 років та їхнім сім'ям на всіх етапах розкриття ВІЛ-позитивного статусу.

## Діяльність проєкту
В рамках проєкту «Діти плюс» до 1 вересня 2010 року повний пакет соціальних послуг отримали 770 кризових сімей, яких торкнулася епідемія ВІЛ/СНІДу, завдяки чому 959 дітей залишилося в сім'ях.  Станом на 1 листопада 2011 залишилися у своїх біологічних сім'ях і не потрапили до інтернатів чи дитячих будинків 1442 дитини. Планується, що до 2013 року таких дітей буде 1 500. 
За період з 1 червня 2008 р. по 28 лютого 2011 р. були влаштовані у сімейні форми виховання 88 дітей. З них: 7 повернулись до своїх біологічних батьків; 18 — влаштовані до прийомних сімей; 31 дитина — усиновлена; 32 дитини взято під опіку родичами. 
Проведено 89 тренінгів для вчителів, персоналу дитячих садків та інтернатних закладів з питань надання психоемоційної підтримки дітям та їх близькому оточенню на всіх етапах розкриття ВІЛ-статусу. Подібні тренінги дозволяють запобігати психологічним наслідкам та навчають надавати емоційну підтримку дітям та їх родинам у процесі виникнення кризових ситуацій, спричинених розкриттям ВІЛ-позитивного статусу дитині.
Діяльність щодо влаштування ВІЛ-позитивних дітей-сиріт та дітей, позбавлених батьківського піклування, проводиться у тісному партнерстві із державними структурами, які займаються даним питанням, а саме: Міністерством освіти і науки України, Державним департаментом з усиновлення та захисту прав дітей та Міністерством України у справах сім'ї, молоді та спорту та регіональними центрами соціальних служб для дітей, сім'ї; службами у справах дітей та відділами освіти і науки.
В рамках проєкту було проведено дослідження визначення мотивів, які вплинули на усиновлення ВІЛ-позитивної дитини-сироти. За результатами дослідження основними причинами усиновити дитину-сироту або взяти її на виховання було бажання допомогти дитині-сироті, відсутність та неможливість мати біологічних дітей та релігійні мотиви. Опитування показало, що після влаштування дитини у сім'ю виникали певні труднощі пов'язані із адаптацією у родині чи навчальних закладах, збереженням таємниці усиновлення. Також у ряді випадків спостерігалась протидія державних органів усиновленню. 
12 вересня 2009 року у рамках проєкту «Діти плюс» його засновники — керівник Фонду по боротьбі зі СНІДом «Elton John AIDS Foundation» Елтон Джон, керівник Фонду «АнтиСНІД» Олена Франчук та її чоловік Віктор Пінчук відвідали Донецький обласний спеціалізований будинок дитини для дітей, народжених ВІЛ-позитивними матерями, який діє при безпосередній підтримці фонду. Елтон Джон високо оцінив роботу будинку дитини та персоналу. 